# Вольперт, Дора Моисеевна
Дора Моисеевна Вольперт (15 мая 1903, Двинск — 7 мая 1991, Ленинград) — советская театральная актриса.

## Биография
Дора Моисеевна Вольперт родилась в Двинске. Была одной из пятерых детей в семье агента по торговле швейными машинками фирмы «Зингер» Мовши-Гирша Меер-Берковича (Моисея Борисовича) Вольперта (1873—1947), уроженца Ракишек (Новоалександровского уезда Ковенской губернии), и его жены Фейги Янкелевны (Фани Яковлевны, 1879—1955). Не позднее 1908 года семья вернулась в Ракишки, а во время Первой мировой войны была выселена из прифронтовой зоны и после года скитаний по Украине в конечном счёте обосновалась в Петрограде. Моисей Борисович Вольперт впервые упоминается в адресной книге «Весь Петроград» на 1923 год, когда семья жила на Херсонской улице, № 5—7; Фейга Яковлевна Вольперт указывается владелицей магазина. Позже семья поселилась на улице Чайковского, № 40.
До Великой Отечественной войны работала в ленинградском Большом драматическом театре; в частности, сыграла роль Антонины в пьесе «Егор Булычёв и другие» в постановке 1932 года.
В годы войны — в эвакуации, работала в Ташкентском театре юного зрителя.
После возвращения в Ленинград в 1944 году и до конца жизни была актрисой Театра имени В. Ф. Комиссаржевской, играла, в частности, няньку Антоновну в пьесе М. Горького «Дети солнца» по одноимённой пьесе и Аквариме в спектакле «Если бы небо было зеркалом».
Автор сценария (совместно с Анной Лисянской) фильма «Мальчики» (1958, киностудия имени Довженко, режиссёр Суламифь Цыбульник).
Проживала в доме актёров на Бородинской улице. Похоронена на Еврейском кладбище Санкт-Петербурга.

## Семья
- Муж — актёр и режиссёр Михаил Савельевич Гавронский (1904—1984)[10].
- Племянник — поэт Иосиф Бродский.

## Театральные работы
Большой драматический театр
- 1932 — «Егор Булычёв и другие» М. Горького; режиссёры К. Тверской и В. В. Люце — Антонина
- 1934 — «Интервенция» Л. Славина; режиссёр В. В. Люце — Санька

Театр имени В. Ф. Комиссаржевской
- 1960 — «Дети солнца» М. Горького — нянька Антоновна
- 1961 — «Дикарка» А. Н. Островского и Н. Я. Соловьёва — Анна Степановна Ашметьева
- 1971 — «Если бы небо было зеркалом» по повести Н. Думбадзе «Я вижу солнце» (режиссёр Рубен Агамирзян) — Аквариме
- 1973 — «Иосиф Швейк против Франца-Иосифа» Б. Рацера и  В. Константинова (режиссёр: Рубен Агамирзян)

## Галерея
- Центральный государственный архив кинофотодокументов Санкт-Петербурга (недоступная ссылка) (Д. М. Вольперт с сёстрами Марией Моисеевной и Раисой Моисеевной Вольперт, и с А. И. Бродским)
- С Рубеном Агамирзяном в спектакле «Иосиф Швейк против Франца-Иосифа»